# Paretschtscha (Agrarstadt)
Paretschtscha (belarussisch Парэчча, polnisch Porzecze, litauisch Pariečė) ist eine Agrarstadt nordöstlich von Hrodna in der Hrodsenskaja Woblasz im Rajon Hrodna im Westen von Belarus und liegt an der Grenze zu Litauen. Seit Anfang des 20. Jahrhunderts gibt es eine katholische Kirche, eine 1901 gebaute orthodoxe Kirche und einen Friedhof, wo die Opfer des Ersten Weltkriegs bestattet wurden. Zwischen dem Ersten und Zweiten Weltkrieg gehörte Paretschtscha zu Polen.